# South Orange Open 1982
Il South Orange Open 1982 è stato un torneo di tennis giocato sulla terra verde. È stata la 13ª edizione del torneo, che fa parte del Volvo Grand Prix 1982. Si è giocato a South Orange negli USA dal 26 luglio al 1º agosto 1982.

## Campioni

### Singolare maschile
Yannick Noah ha battuto in finale  Raúl Ramírez con il punteggio di 6–3, 7–6

### Doppio maschile
Raúl Ramírez /  Van Winitsky hanno battuto in finale  Jai Di Louie /  Blaine Willenborg con il punteggio di 3–6, 6–4, 6–1